# Centuripe
Centuripe – miejscowość i gmina we Włoszech, w regionie Sycylia, w prowincji Enna.
Według danych na rok 2004 gminę zamieszkuje 5888 osób, 34 os./km².